# Oleg Taktarov

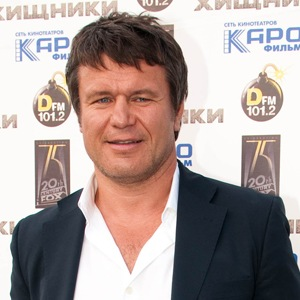
Oleg Taktarov, 2010.

Oleg Nikolajevitj Taktarov (ryska: Олег Николаевич Тактаров), född 26 augusti 1967 i Arzamas-16 (en s.k. stängd stad, numera känd som Sarov), Nizjnij Novgorod oblast, Ryssland), är en skådespelare och f.d. MMA-boxare. Taktarov har tränat judo, jujutsu och sambo och vunnit mängder med UFC Champion-matcher. Han kallas för The Russian Bear.
Han har sedan år 1997 varit med i en del filmer, bland annat Bad Boys 2 (2002) och Miami Vice (2006).

## Filmografi i urval
- 1997 – Air Force One
- 1997 – På heder och samvete (TV-serie)
- 2001 – 15 minutes
- 2002 – Bad Boys 2
- 2003 – Alias (TV-serie)
- 2004 – National Treasure
- 2006 – Miami Vice
- 2007 – We Own the Night
- 2007 – The Death and Life of Bobby Z
- 2008 – Righteous Kill
- 2010 – Predators
- 2011 – Generation P.
- 2011 – Battlefield 3 (röst)
- 2013 – Officer Down